# Sandra Echeverría
Sandra Echeverría, född 11 december 1984, är en mexikansk sångerska och skådespelare. Hon har gjort låten La fuerza del distino som var med i TV-serien med samma namn. 2012 medverkade hon i filmen Savages. 2013 hade hon en roll i TV-serien The Bridge.